# River Plate FC
River Plate Football Club byl uruguayský fotbalový klub z Montevidea.
Hrál na stadionu Parque Federico Saroldi. Tým měl červeno-bílé dresy. Náhradní bledě modré dresy byly vzorem pro uruguayskou reprezentaci.

## Historie
Klub byl založen v roce 1897 zaměstnanci přístavu pod názvem Cagancha FC. Když chtěl vstoupit do fotbalového svazu, bylo jim řečeno, že musí mít anglický název, tak se přejmenovali na River Plate FC. Vstup do svazu byl ale zamítnut podruhé, protože neměli anglické hráče. Nakonec byli přijati v roce 1901.
Původně černé dresy byly změněny na červeno-bílé na počest revoluce z roku 1904.
Tým se stal mistrem ligy v letech 1908, 1910, 1913 a 1914.
V roce 1910 River Plate porazilo tehdy nejlepší argentinský klub Alumni. Kvůli podobným dresům hrálo River Plate v náhradních bledě modrých dresech. Od roku 1910 na počest této výhry hraje uruguayská reprezentace v bledě modrých dresech ("celeste").
V roce 1925 klub zanikl.

## Úspěchy
- Primera División (4): 1908, 1910, 1913, 1914